# Julien Fontanes, magistrato
Julien Fontanes, magistrato (Julien Fontanes, magistrat) è una serie televisiva francese in 25 episodi trasmessi per la prima volta nel corso di stagioni dal 1980 al 1989.
È una serie del genere giudiziario incentrata sui casi affrontati dal magistrato Julien Fontanes, addetto a riesaminare i casi di clemenza.

## Personaggi e interpreti
- Julien Fontanes (25 episodi, 1980-1989), interpretato da Jacques Morel.
- Le Cardonnois (18 episodi, 1980-1989), interpretato da André Falcon.
- Patrick (16 episodi, 1980-1989), interpretato da Jean-Claude Calon.
- Hélène (12 episodi, 1980-1989), interpretata da Françoise Fleury.
- Taybosc (8 episodi, 1980-1989), interpretato da Jacques Lalande.
- Marthe (6 episodi, 1980-1989), interpretata da Antoinette Moya.
- Robert (6 episodi, 1980-1989), interpretato da Jacques Alric.

## Produzione
La serie, ideata da Gilles Perrault e Jean Cosmos, fu prodotta da Société Française de Production e TF1 La colonna sonora fu affidata a Oswald d’Andréa.

### Registi
Tra i registi sono accreditati:
- Guy-André Lefranc in 6 episodi (1980-1989)
- François Dupont-Midi in 4 episodi (1980-1982)
- Jean-Pierre Decourt in 2 episodi (1983-1986)
- Daniel Moosmann in 2 episodi (1984-1985)
- André Farwagi in 2 episodi (1985-1987)

### Sceneggiatori
Tra gli sceneggiatori sono accreditati:
- Jean Cosmos in 20 episodi (1980-1989)
- Serge Ganzl in 2 episodi (1981)

## Distribuzione
La serie fu trasmessa in Francia dal 27 febbraio 1980 al 1º giugno 1989 sulla rete televisiva TF1. In Italia è stata trasmessa con il titolo Julien Fontanes, magistrato. È stata distribuita anche in Germania Est con il titolo Julien Fontanes, Untersuchungsrichter.

## Episodi
| Stagione       | Episodi | Prima TV Francia |
| -------------- | ------- | ---------------- |
| Prima stagione | 25      | 1980-1989        |